# Boudeville
Boudeville é uma comuna francesa na região administrativa da Normandia, no departamento de Sena Marítimo. Estende-se por uma área de 4,62 km². Em 2010 a comuna tinha 213 habitantes (densidade: 46,1 hab./km²).